# Tubravić
Tubravić (Servisch cyrillisch Тубравић) is een plaats in de Servische gemeente Valjevo. De plaats telt 418 inwoners (2002).

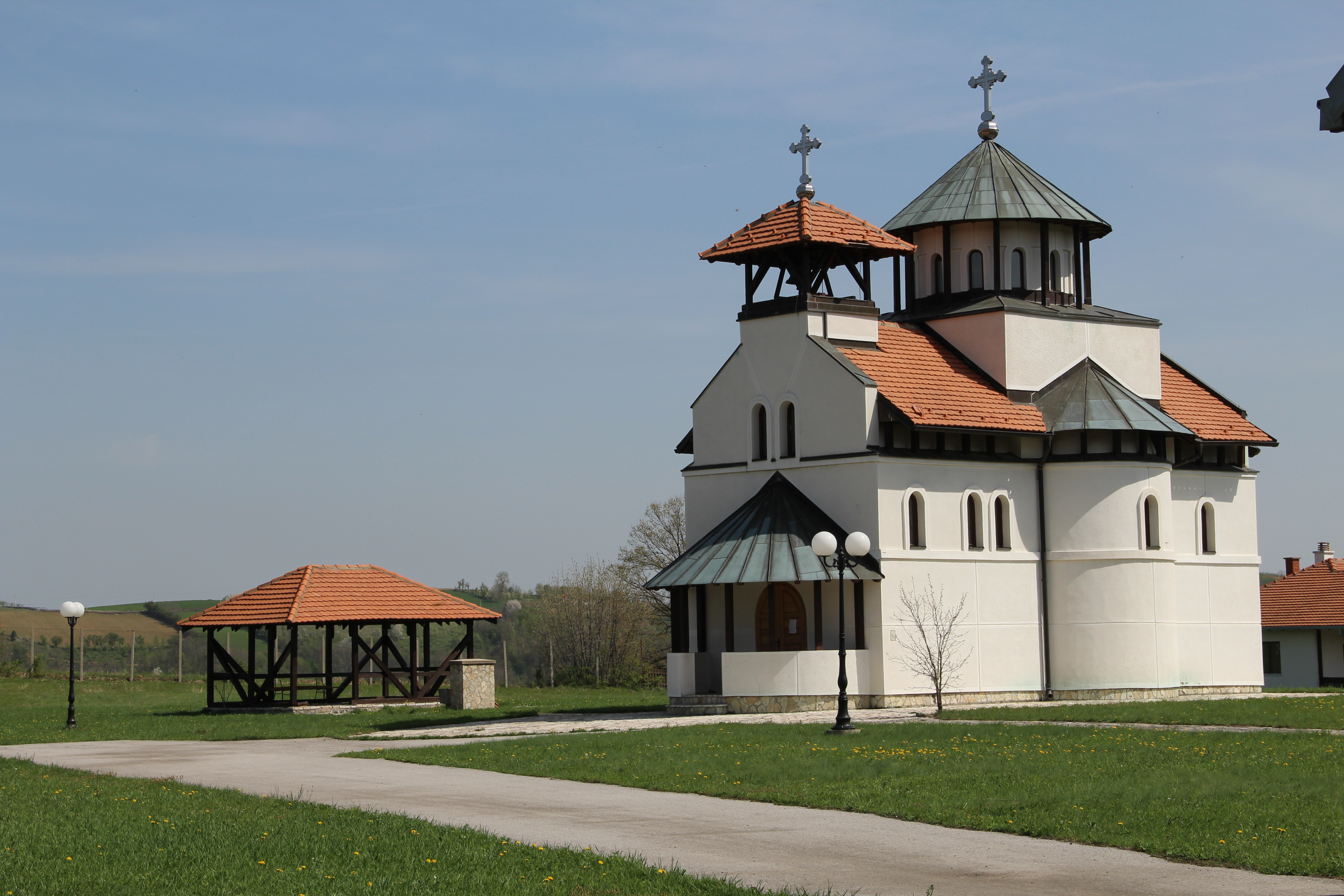
Tubravic - Kerk
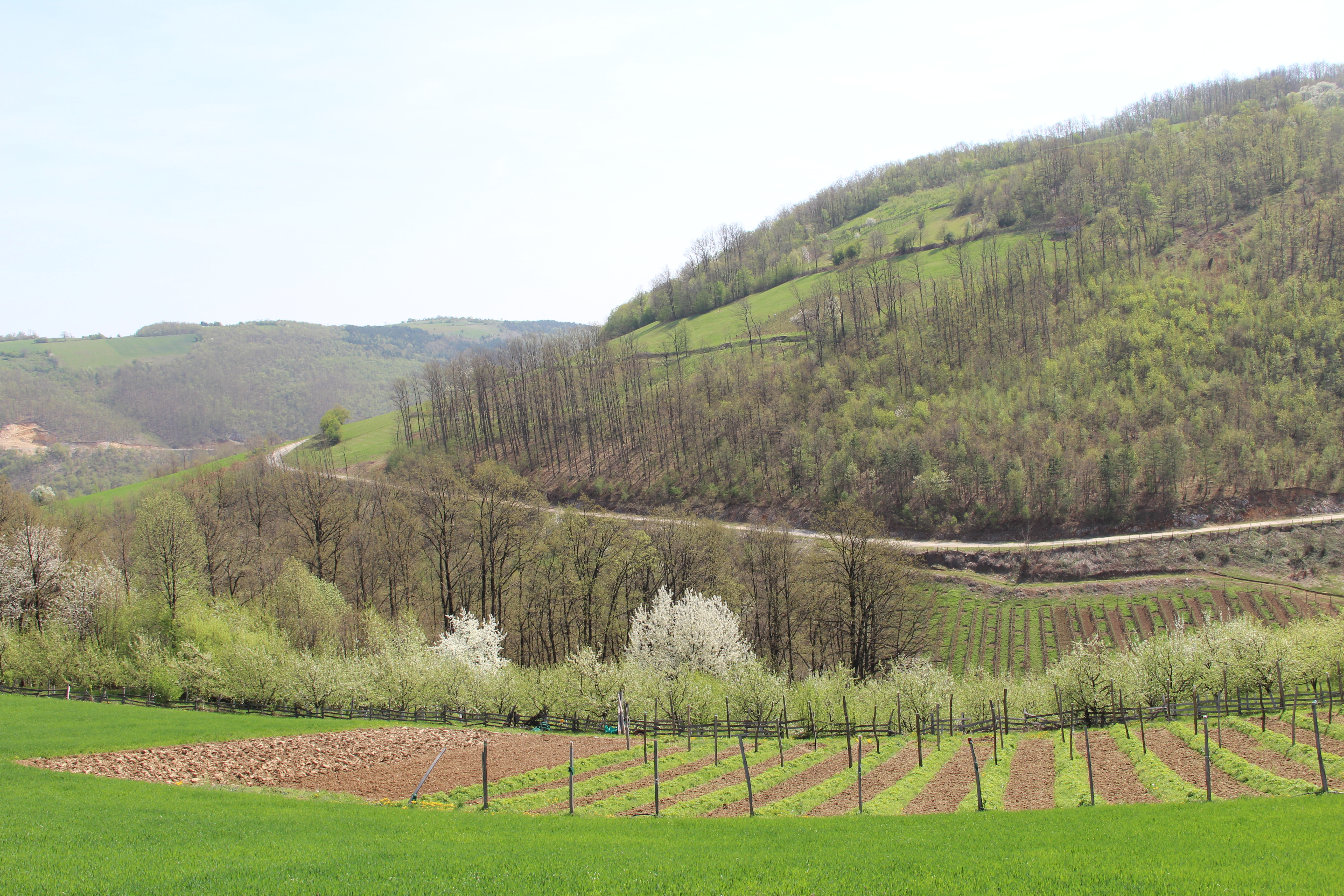
Tubravic - panorama
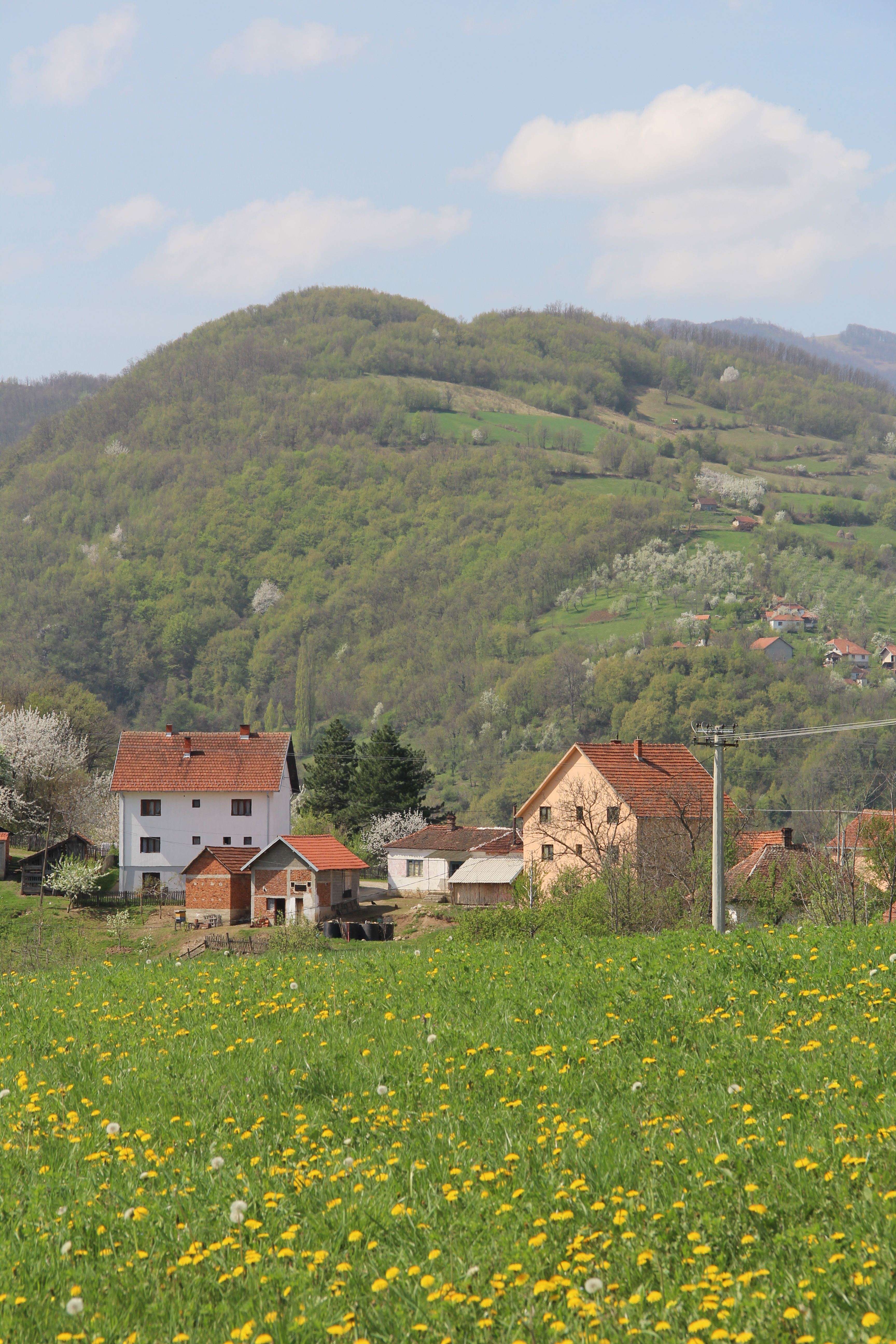
Tubravic - panorama
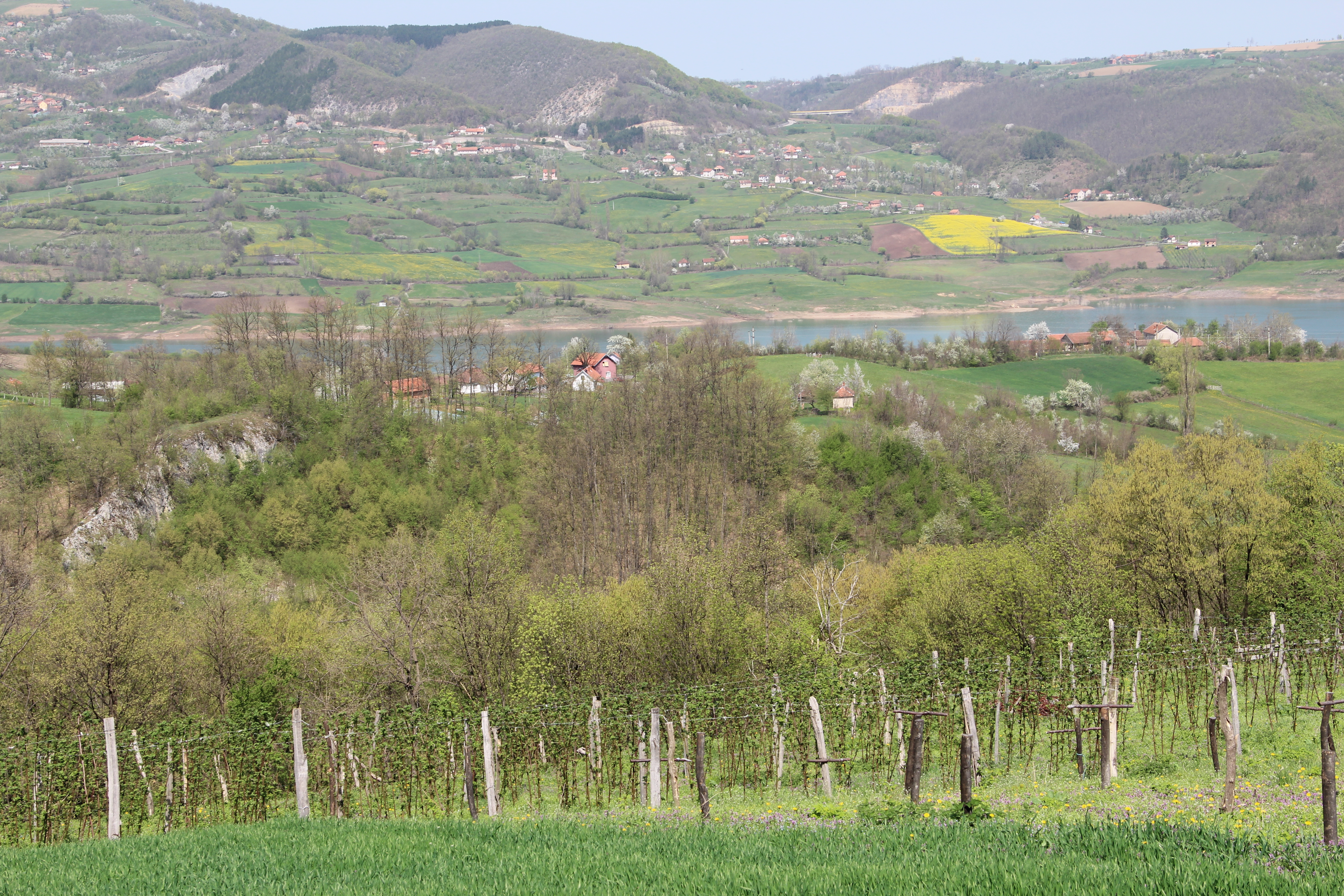
Tubravic - panorama
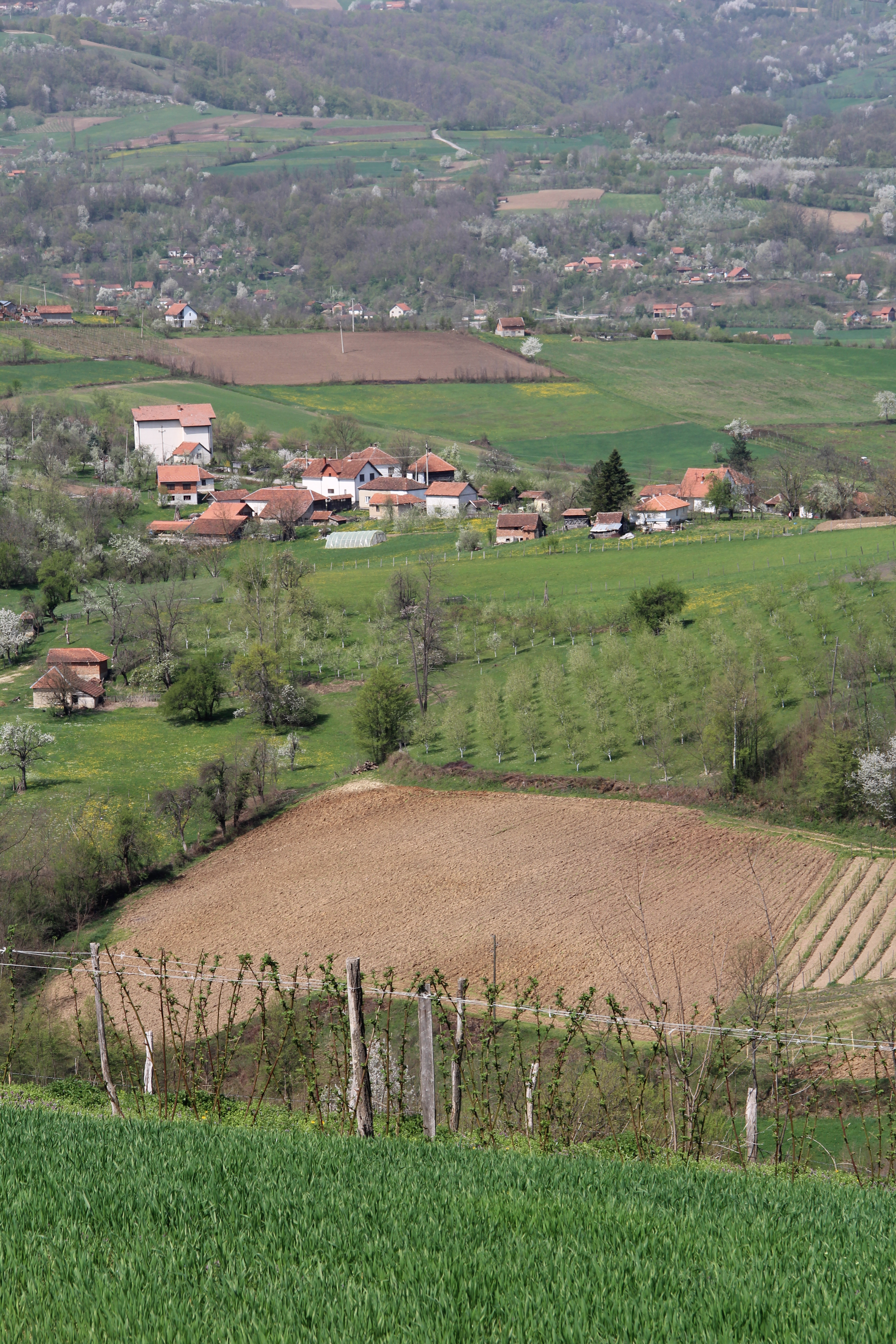
Tubravic - panorama
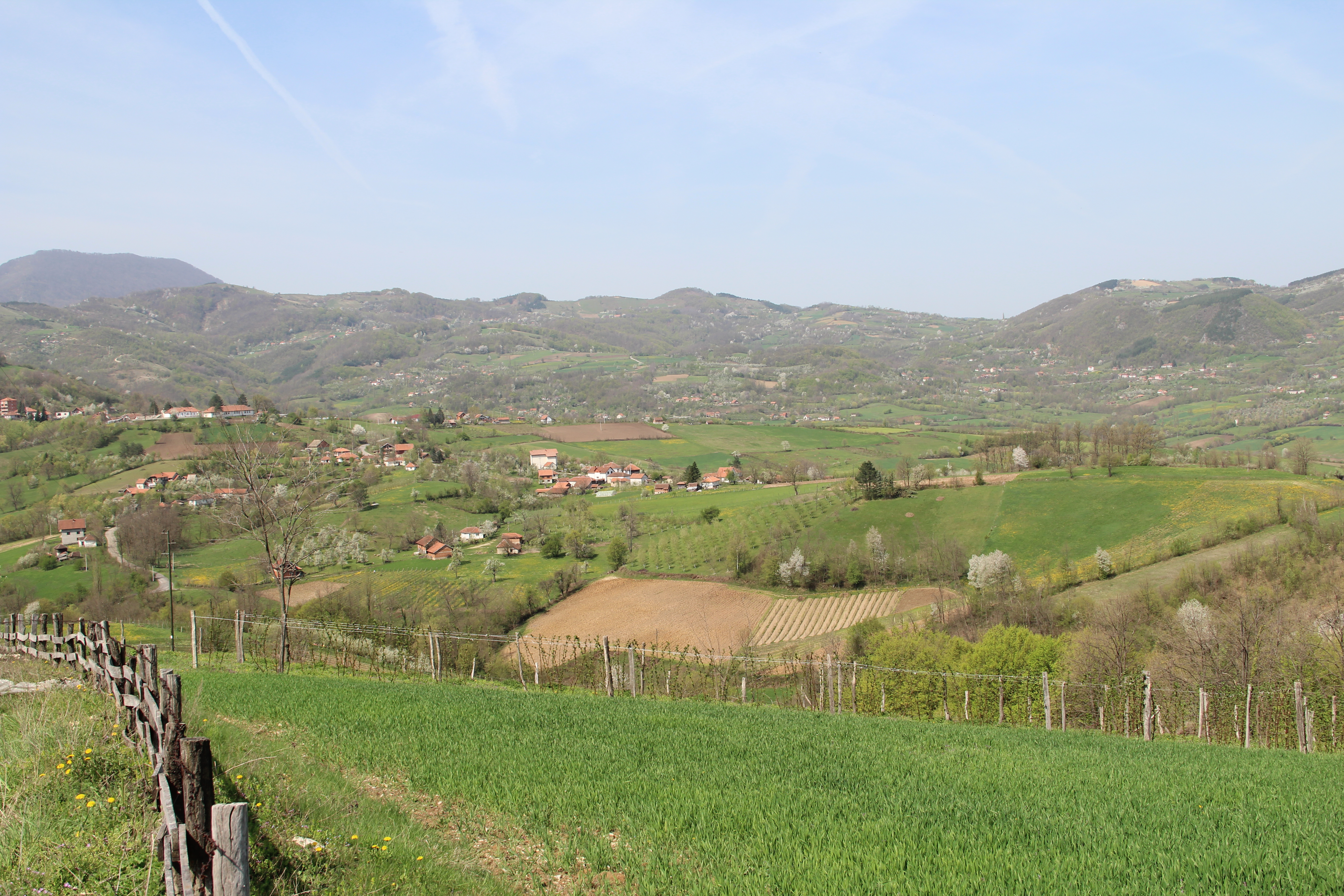
Tubravic - panorama
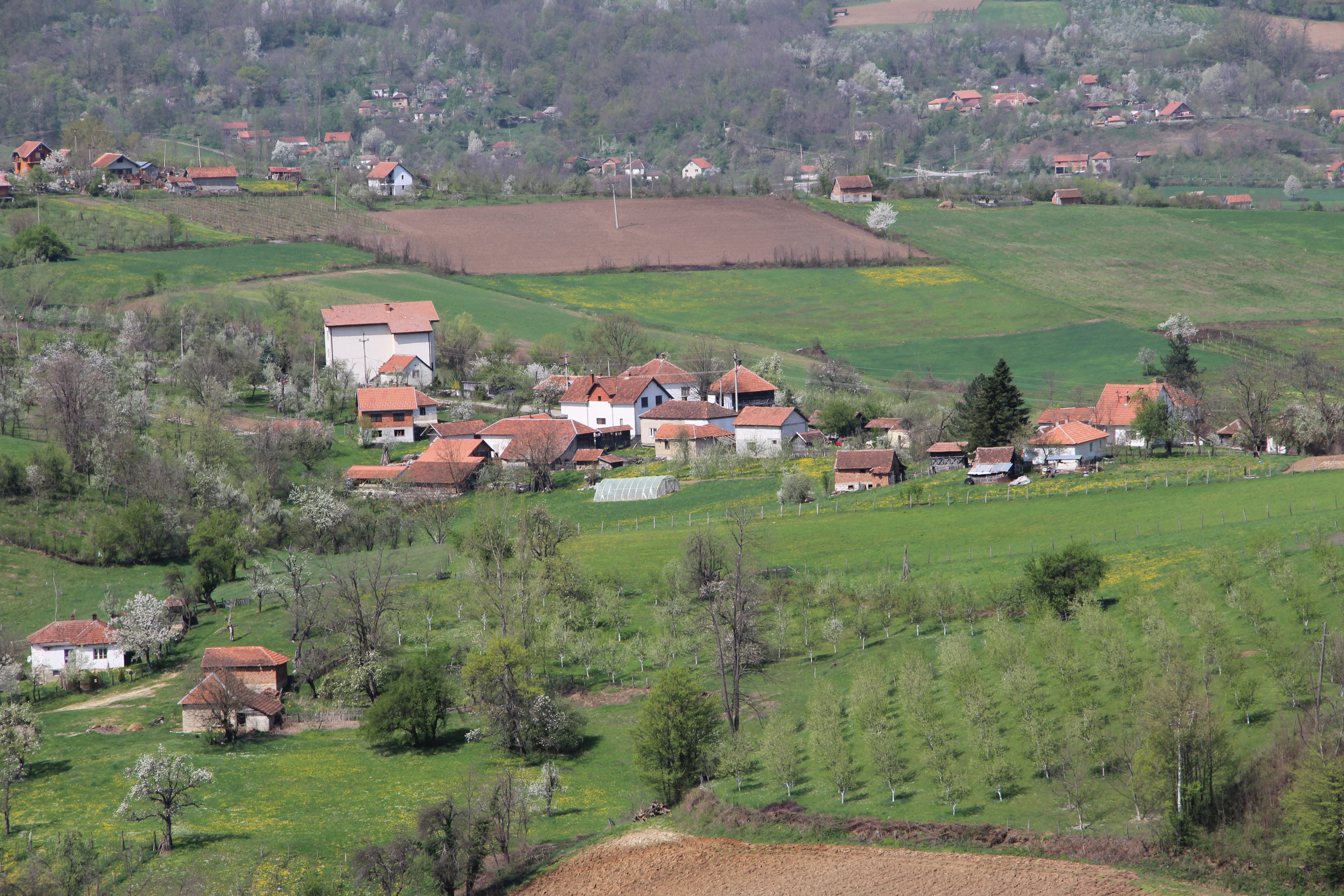
Tubravic - panorama
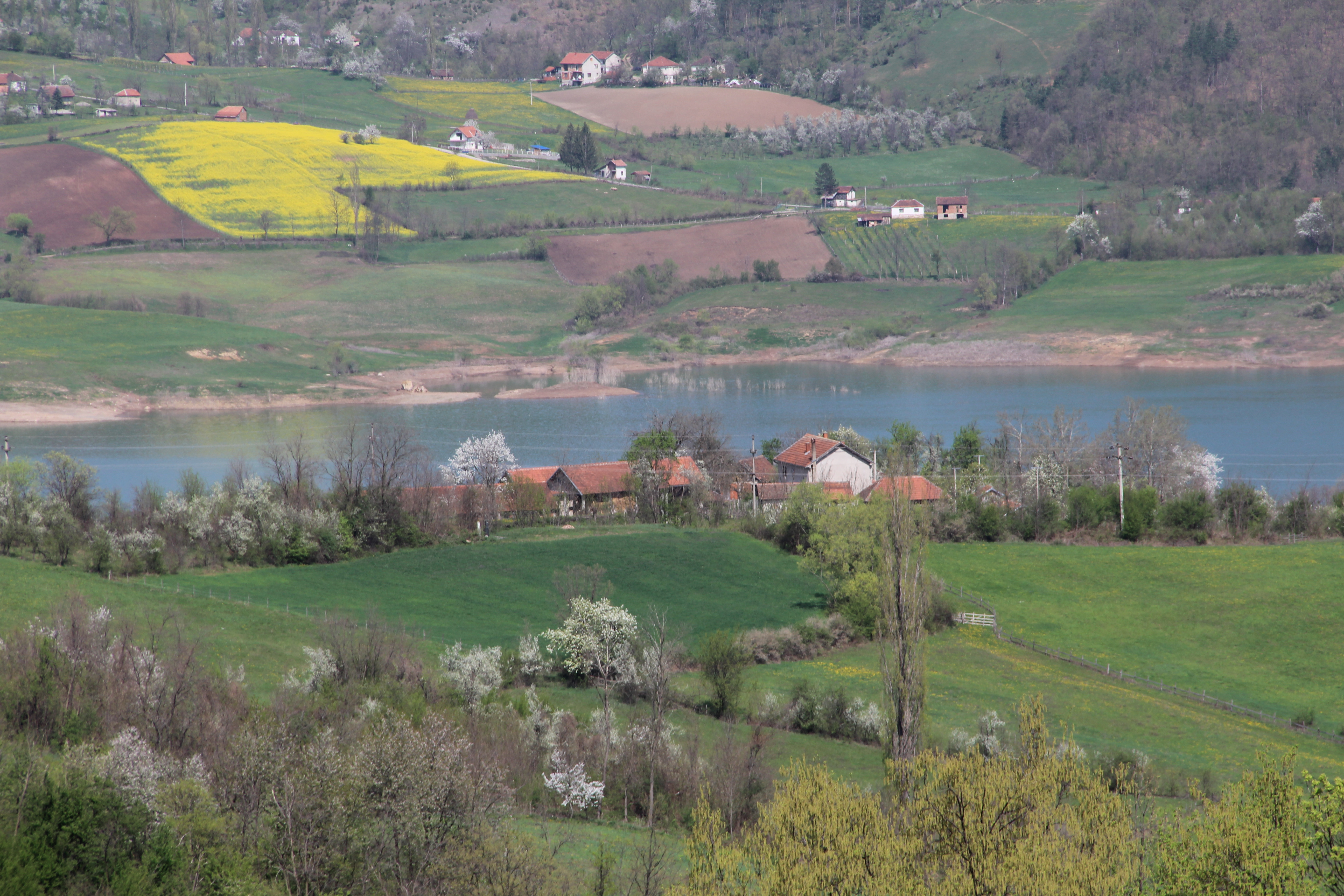
Тубравић - панорама